# Championnat du Yémen de football 2006
Navigation
Saison précédente Saison suivante
La saison 2006 du Championnat du Yémen de football est la quatorzième édition de la première division au Yémen. Quatorze formations sont rassemblées au sein d'une poule unique et s'affrontent deux fois au cours de la saison, à domicile et à l'extérieur. Les quatre derniers sont relégués et remplacés par les quatre meilleurs clubs de Division 1, la deuxième division yéménite.
C’est Al Saqr Ta'izz qui remporte la compétition cette saison après avoir terminé en tête du classement final, avec sept points d'avance sur Al-Sha'ab Ibb et douze sur le tenant du titre, Al-Tilal Aden. Il s’agit du tout premier titre de champion du Yémen de l’histoire du club.

## Les clubs participants
| - Al-Sha'ab Ibb - Shabab al-Jeel Hudayda - Al-Tadamon Shabwa - Promu de D2 - Al-Tilal Aden - May 22 Sana'a - Al Hilal Hudaydah - Al Shula Aden | - Al-Taawon Badan - Promu de D2 - Al Sha'ab Hadramaut - Al Yarmuk al-Rawda - Hassan Abyan - Promu de D2 - Al Saqr Ta'izz - Al Ahli Sanaa - Al-Rasheed Ta'izz - Promu de D2 |

## Compétition
Le barème de points servant à établir le classement se décompose ainsi :
- Victoire : 3 points
- Match nul : 1 point
- Défaite : 0 point

### Classement
| Rang | Équipe                 | Pts | J  | G  | N  | P  | Bp | Bc | Diff |
| ---- | ---------------------- | --- | -- | -- | -- | -- | -- | -- | ---- |
| 1    | Al Saqr Ta'izz         | 55  | 26 | 16 | 7  | 3  | 49 | 20 | +29  |
| 2    | Al-Sha'ab Ibb          | 48  | 26 | 14 | 6  | 6  | 51 | 32 | +19  |
| 3    | Al-Tilal AdenT         | 43  | 26 | 13 | 4  | 9  | 42 | 35 | +7   |
| 4    | Al Ahli Sanaa          | 42  | 26 | 12 | 6  | 8  | 44 | 35 | +9   |
| 5    | Al Hilal Hudaydah      | 40  | 26 | 11 | 7  | 8  | 45 | 37 | +8   |
| 6    | Hassan AbyanP          | 40  | 26 | 11 | 7  | 8  | 29 | 25 | +4   |
| 7    | Al-Rasheed Ta'izzP     | 37  | 26 | 11 | 4  | 11 | 27 | 30 | -3   |
| 8    | Al Sha'ab HadramautC   | 35  | 26 | 10 | 5  | 11 | 31 | 45 | -14  |
| 9    | Al Shula Aden          | 34  | 26 | 8  | 10 | 8  | 31 | 29 | +2   |
| 10   | Al Yarmuk al-Rawda     | 34  | 26 | 9  | 7  | 10 | 28 | 32 | -4   |
| 11   | Al-Tadamon ShabwaP     | 32  | 26 | 10 | 2  | 14 | 35 | 45 | -10  |
| 12   | Shabab al-Jeel Hudayda | 27  | 26 | 7  | 6  | 13 | 29 | 37 | -8   |
| 13   | May 22 Sana            | 20  | 26 | 5  | 5  | 16 | 29 | 49 | -20  |
| 14   | Al-Taawon BadanP       | 18  | 26 | 4  | 6  | 16 | 33 | 52 | -19  |

|  | Qualification pour la Coupe de l'AFC 2007                                      |
|  | Qualification pour la Coupe de l'AFC 2008                                      |
|  | Relégation directe en Division 1                                               |
|  | T : Tenant du titre C : Vainqueur de la Coupe du Yémen P : Promu de Division 1 |

## Bilan de la saison
| Championnat du Yémen de football 2006 |                            |
| Champion                              | Al Saqr Ta'izz (1er titre) |
| Coupes et trophées                    |                            |
| Vainqueur de la Coupe du Yémen 2006   | Al Sha'ab Hadramaut        |
| Qualifications continentales          |                            |
| Coupe de l'AFC 2007                   | Al Saqr Ta'izz             |
| Coupe de l'AFC 2008                   | Al Sha'ab Hadramaut        |
| Promotions et relégations             |                            |
| Promus en Yemeni League               | Al Wehda Sana'a            |
| Promus en Yemeni League               | Al Ittihad Ibb             |
| Promus en Yemeni League               | Shabab al-Baydaa           |
| Promus en Yemeni League               | Al-Nasir al-Dalaa          |
| Relégués en Division 1                | Al-Tadamon Shabwa          |
| Relégués en Division 1                | Shabab al-Jeel Hudayda     |
| Relégués en Division 1                | Al-Taawon Badan            |
| Relégués en Division 1                | May 22 Sana'a              |